# Adam von Törring
Adam von Törring (* ca. 1460; † 1529) war Rat der Herzöge von Niederbayern-Landshut und des Fürstentums Pfalz-Neuburg, für das er von 1509 bis 1522 als Statthalter in Neuburg amtierte.

## Leben

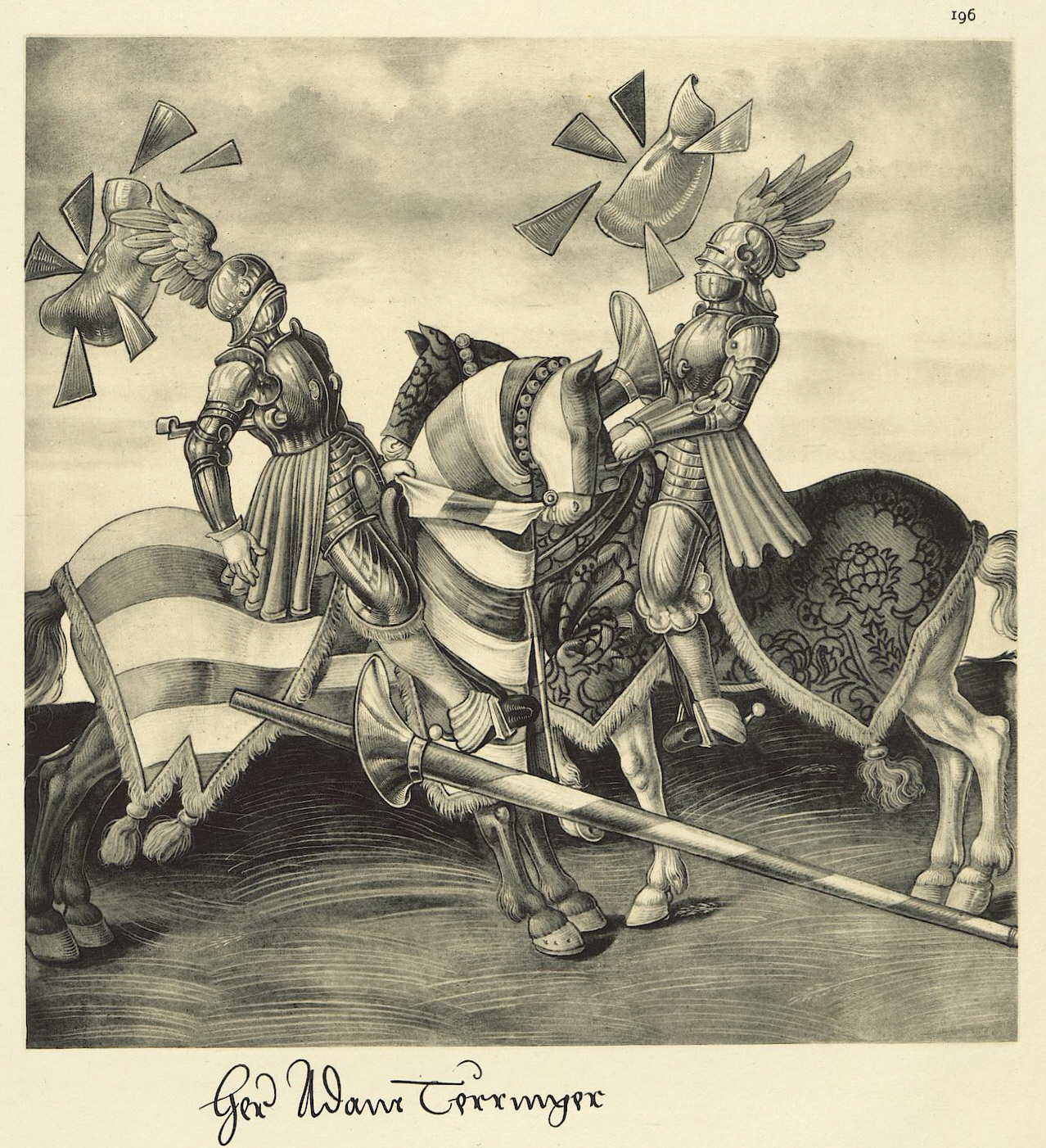
Darstellung Adam von Törrings (links) im Freydal

Adam von Törring wurde auf Schloss Neudeck als zweiter Sohn Georgs von Törring († 1489) geboren. Sein älterer Bruder war Seifried (Seitz) von Törring († 1521). Gemeinsam erbten sie von ihrem Vater das Stammschloss der Linie Stein an der Traun. Adam genoss einen ausgezeichneten Ruf als geschickter und tapferer Turnierritter. Er ist auch im Turnierbuch Freydal Kaiser Maximilians I. aus den Jahren 1512/15 als „Adam Terringer“ abgebildet. 
Auf der Burg Trausnitz gab es zudem ein Wandgemälde, das ihn zeigte, wie er schwört, keine Zaubermittel beim Turnier zu verwenden. Spätestens seit 1501 war Adam Rat Herzog Georgs von Niederbayern-Landshut. Er siegelte auch dessen Testament und wurde zum Testamentsvollzieher eingesetzt. Im folgenden Erbfolgekrieg blieb Törring der pfälzisch-landshutischen Partei treu und trat nach der Beendigung des Krieges in die Dienste des neu geschaffenen Fürstentums Pfalz-Neuburg. Zunächst 1508 als Rat und ab 1509 auch als Statthalter von Pfalzgraf Friedrich, dem Vormund der minderjährigen künftigen Neuburger Landesherren  Ottheinrich und Philipp. Adam von Törring sei für die Prinzen wie ein Vater gewesen. Nachdem diese mündig geworden waren und 1522 die Regierung übernahmen, endete zwar zunächst die Statthalterschaft Törrings, er blieb aber weiter Rat und Hofrichter der Jungen Pfalz und vertrat auch weiterhin bei Abwesenheit der Fürsten diese in den Regierungsgeschäften in Neuburg, etwa 1525 zur Zeit der Bauernunruhen. Bereits 1520 hatte er das Neuburger Heilig-Geist-Spital gegründet. Im Oktober 1529 starb Adam von Törring, und er wurde in der Törring-Kapelle der Stiftskirche Baumburg begraben.